# Heilig Hartbeeld (Riel)
Het Heilig Hartbeeld is een standbeeld in de Nederlandse plaats Riel.

## Achtergrond
Het Heilig Hartbeeld werd rond 1920 geplaatst bij een kruispunt ten noordwesten van de pastorie van de parochie van H. Antonius-Abt. Het beeld werd in een grotere oplage gemaakt, identieke beelden (soms met kruisnimbus) staan in onder andere Geldrop, Kaatsheuvel, Teteringen en Waspik.

## Beschrijving
Het beeld is een blootsvoetse, staande Christusfiguur, naar het voorbeeld van het mozaïek Christus in majesteit in de Parijse Basilique du Sacré-Cœur. Hij is gekleed in een lang gewaad en houdt zijn armen wijd gespreid, in zijn handen toont hij de stigmata. Op zijn borst is te midden van een stralenkrans het vlammende Heilig Hart zichtbaar, omwonden door een doornenkroon en bekroond met een klein kruis.
Het beeld staat op een vierkante sokkel die is geplaatst op een uit drie traptreden bestaande polygonale onderbouw. Aan beide zijden zijn bloembakken geplaatst. Aan de voorkant van de bakken zijn de Griekse letters alfa (links) en omega (rechts) geplaatst, in het midden het monogram IHS. Op de sokkel een plaquette met de tekst 

KOMT ALLEN TOT MIJ

## Rijksmonument
Het beeldhouwwerk wordt beschermd als rijksmonument, onder meer vanwege "de volgende waarden: cultuurhistorische waarden: het is van belang als bijzondere uitdrukking van de ontwikkeling van het katholicisme in Midden-Brabant, met name de bevordering van de H. Hartdevotie in het Interbellum; architectuurhistorische waarden: het heeft bijzonder belang voor de geschiedenis van de kerkelijke sculptuur."